# Carles Puigdemont
Carles Puigdemont i Casamajó kiejtéseⓘ (Amer, 1962. december 29. – ) katalán újságíró, politikus, a Generalitat, vagyis a katalán kormány 130. elnöke 2016–2017 között.

## Életpályája
A francia határ közelében, Girona régióban lévő Amer kisvárosban született, egy nyolcgyermekes cukrász házaspár második fiaként. A középiskola végeztével egy ideig a Gironai Egyetemen filológiát hallgatott, majd a tanulmányai félbeszakítását követően beállt az El Punt című napilaphoz (1981), ahol néhány év alatt felküzdötte magát a főszerkesztői posztig. A katalán kormány (Generalitat) megbízásából megszervezte a Katalán Hírügynökséget, amelyet 2002-ig irányított. Ezt követően a gironai művelődési ház igazgatója lett, s ezzel párhuzamosan elindította a katalán kormányzat által fenntartott Catalonia Today című angol nyelvű magazint.
Politikai karrierjét 2006-ban kezdte, mikor a jobboldali nacionalista Konvergencia és Unió (CiU) pártszövetség színeiben megmérettette magát a tartományi parlamenti képviselői helyért, de nem sikerült bejutnia a parlamentbe. 2011-ben viszont legyőzte szocialista ellenfelét és a CiU színeiben Girona polgármesterének választották. Négy évvel később a függetlenségért küzdő Önkormányzatok Szövetségének elnöke lett. 2015-ben a katalán parlamenti választásokon az elszakadást támogató – CiU-t felváltó – Együtt az Igenért (Junts pel Sí) pártszövetség jelöltjeként győzött. Miután Artur Mas 2016 januárjában bejelentette, hogy lemond az újbóli elnök jelöltségéről – mivel nem tudja megszerezni a megválasztásához szükséges parlamenti támogatást – a katalán parlament rendkívüli ülésén Puigdemontot választotta Katalónia új elnökévé (január 10.), majd két nappal később, ünnepélyes keretek között beiktatták tisztségébe.
A 2017. október 1-jén megrendezett katalán függetlenségi népszavazással kapcsolatban élesen szembekerült a spanyol kormánnyal. Miután a spanyol kormány elmozdította pozíciójából, Puigdemont 2017. október 30-án Brüsszelbe utazott. A sajtónak adott nyilatkozata szerint nem azért érkezett a belga fővárosba, hogy politikai menedékjogot kérjen. 2017. október 31-én mind Puigdemont, mind a leváltott katalán kormány többi tagja megkapta az első idézéseket. November első napjaiban a spanyol központi büntetőbíróság kiadta az elfogatóparancsot a leváltott Puigdemont és további négy személy ellen, akik akkor ugyancsak Brüsszelben tartózkodtak. A belga hatóságoknak három hónapjuk lett volna eldönteni, hogy átadják-e Puigdemont-t Spanyolországnak. Puigdemont eközben Brüsszelben bejelentette, hogy jelölteket válogat, akikkel a december 21-re kiírt előrehozott katalóniai választásokon indulna Együtt Katalóniáért (Junts per Catalunya) név alatt. Ezt követően 2017. december 5-én a spanyol legfelsőbb bíróság visszavonta a Carles Puigdemont és társai elleni európai elfogatóparancsot.
A december 21-re kiírt előrehozott katalóniai választásokon az Együtt Katalóniáért a szavazatok 21,6%-át (940 ezer szavazat) szerezte meg, és másodikként 34 képviselői helyet szerzett a katalán törvényhozásban. Ezek után Carles Puigdemont felszólította a spanyol kormányt, hogy engedélyezze hazatérét, hogy részt vehessen a katalán tartományi parlament január 23-i alakuló ülésén, hogy ő lehessen a régió következő elnöke.
A továbbra is Brüsszelben élő Puigdemont 2018 márciusában Finnországba látogatott. A visszaúton március 25-én Dánia irányából érkezett Németországba, ahol Schleswig-Holstein szövetségi tartományban a spanyol kormány által kiadott nemzetközi elfogatóparancs alapján őrizetbe vették. 2018 júliusában a schleswig-holsteini ügyészség bejelentette, hogy a tartományi felsőbíróság ítélete alapján Puigdemontot kiadják Spanyolországnak. Az ítélet csak adócsalás miatt teszi lehetővé később büntetőeljárás lefolytatását, míg lázadás vádja nem emelhető a korábbi katalán elnökkel szemben.
A katalán népszavazás szervezőinek 2019. február 12-én Madridban megkezdődött perével kapcsolatban a továbbra is Brüsszelben élő, a per alá nem vont Puigdemont kijelentette, hogy az eljárás kettős mércéről tanúskodik – utalásként arra, hogy a katalán kérdéssel szemben a spanyol kormány időközben elismerte ideiglenes elnökként Venezuelában Juan Guaidót.

## Magánélete
2000-ben vette feleségül a román Marcela Topor újságírónőt. A párnak két lánya született: Magali és Maria Puigdemont, akik Gironában élnek. Puigdemont anyanyelvén és a spanyolon kívül tud angolul, románul és franciául.
Szabadidejében focirajongó, a Girona FC és az FC Barcelona támogatója. A zenében is jártas, ifjúkorában egy rövid ideig rockzenekarban is játszott basszusgitárosként, de a mai napig játszik rockgitáron és elektromos zongorán.
2018-ban megerősítette, hogy Waterlooban, egy ottani villában kíván letelepedni.